# لورنا بيرن
لورنا بيرن (بالإنجليزية: Lorna Byrne)‏ هي كاتِبة إيرانية وأيرلندية، ولدت في 25 مارس 1953 في دبلن في جمهورية أيرلندا.